# Taylor Coppenrath
Taylor Burton Coppenrath (8 de novembro de 1981) é um jogador de basquete norte-americano.